# Nous avons tous fait la même chose
Pour plus de détails, voir Fiche technique et Distribution.
Nous avons tous fait la même chose est un film français réalisé par René Sti, sorti en 1950.

## Fiche technique
- Titre : Nous avons tous fait la même chose
- Réalisation : René Sti
- Assistants : Jacques Baratier et Henri Lepage
- Scénario et dialogues : Jean de Létraz, d'après sa pièce
- Photographie : Pierre Levent
- Son : Lucien Legrand
- Décors : Claude Bouxin
- Montage : Monique Lacombe
- Sociétés de production : Artisans et techniciens de l'industrie cinématographique associés (ATICA) - Les Prisonniers associés
- Pays d'origine :  France
- Format :  Noir et blanc - 35 mm - Son mono
- Durée : 92 minutes
- Date de sortie : 
  - France - 20 mars 1950

## Distribution
- José Noguero : Rémi
- Luce Feyrer : Armande
- Hélène Bellanger : Nelly
- Mady Berry : la marraine
- Pierre-Louis : Stéphane
- Michèle Gérard : Yvette
- Lucien Callamand
- Philippe Hersent
- Madeleine Suffel
- Charles Lemontier